# Freiwillige Feuerwehr Beselich-Obertiefenbach
Die Freiwillige Feuerwehr Beselich-Obertiefenbach besteht aus einer Einsatzabteilung, einer Jugendfeuerwehr (JF), einer Kinderfeuerwehr (KF) und einer Ehren- und Altersabteilung, die alle öffentlich-rechtlich sind. Sie sind mit den fördernden Mitgliedern auch im gleichnamigen Feuerwehrverein privatrechtlich organisiert. Die Freiwillige Feuerwehr Beselich-Obertiefenbach (FF) hat im Rahmen der geltenden Gesetze die nach pflichtgemäßem Ermessen erforderlichen Maßnahmen zu treffen, um von der Allgemeinheit, dem Einzelnen oder Tieren die durch Brände, Explosionen, Unfälle oder andere Notlagen, insbesondere durch schadenbringende Naturereignisse, drohenden Gefahren für Leben, Gesundheit, natürliche Lebensgrundlagen oder Sachen rein ehrenamtlich abzuwenden. Die Obertiefenbacher Feuerwehr ist Mitglied im Kreisfeuerwehrverband (KFV) Limburg-Weilburg, der im September 1975 in diesem Ort gegründet wurde. Der KFV ist Mitglied des Nassauischen Feuerwehrverbandes (NFV) in Wiesbaden und des Landesfeuerwehrverbandes Hessen (LFV Hessen) mit Sitz in Kassel.

## Internationale Erfolge und Begegnungen

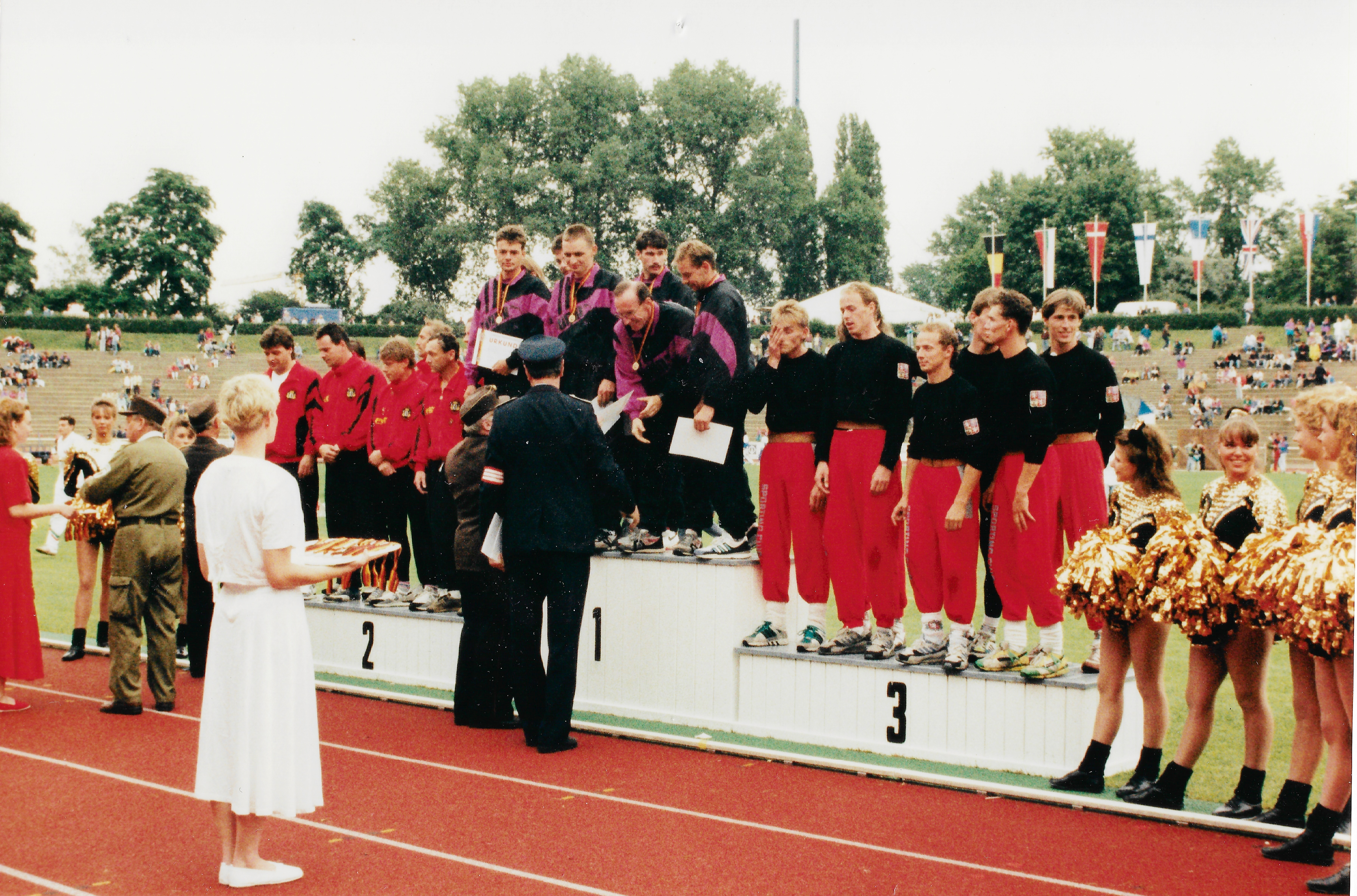
Siegerehrung Feuerwehr-Olympiade 1993, Disziplin Löschangriff der Freiwilligen Feuerwehren: von links Berliner Feuerwehr, FF Beselich-Obertiefenbach und Tschechische Republik

Die FF Beselich-Obertiefenbach wirkte dreimal an einer Feuerwehr-Olympiade des Feuerwehr-Weltverbandes CTIF. Durch diese alle vier Jahre stattfindenden Großveranstaltungen ergaben sich intensive Begegnungen mit Feuerwehrleuten auf internationaler Ebene (z. B. Österreich, Polen, ehem. DDR), die noch immer gepflegt werden.
Vom 15. bis 21. Juli 1985 in Vöcklabruck/Österreich nahm die FF Beselich-Obertiefenbach als erste Freiwillige Feuerwehr Deutschlands an den alle vier Jahre stattfindenden Feuerwehr-Sportwettkämpfen des Weltfeuerwehrverbandes CTIF teil und belegte Platz vier. Während dieses feuerwehrsportlichen Vergleichs kam es bereits fünf Jahre vor der deutschen Wiedervereinigung zu Kontakten zwischen der FF Obertiefenbach und der DDR-Auswahlmannschaft der Berufsfeuerwehren mit einem gemeinsamen Foto, die in der Presse sogar 32 Jahre danach besondere Beachtung fanden.
Bei den vom 24. bis 30. Juli 1989 in Warschau/Polen durchgeführten Internationalen Meisterschaften belegte die FF Beselich-Obertiefenbach in der Disziplin „Löschangriff“ den dritten Platz und errang die Feuerwehr-Sportwettkampfmedaille des CTIF in Bronze.
Bei den vom 11. bis 17. Juli 1993 in Berlin stattgefundenen Weltmeisterschaften siegte die vom Deutschen Feuerwehrverband (DFV) nominierte FF Beselich-Obertiefenbach in der Disziplin „Löschangriff“ beim Feuerwehrkampfsport in neuer Rekordzeit von 36,93 Sekunden, errang die Feuerwehr-Sportwettkampfmedaille des CTIF in Gold und wurde Weltmeister.
Durch diese herausgehobenen Ereignisse war die Wettkampfgruppe Gast im Hörfunk-Studio des Hessischen Rundfunks, beim Empfang beim Hessischen Ministerpräsidenten Hans Eichel, bei der von Hans-Joachim Rauschenbach moderierten Fernseh-Sportsendung „Sportkalender“ des Hessischen Rundfunks sowie in der Frank-Elstner-Show ABER HALLO!. Bei mehreren Interviews u. a. mit dem rheinland-pfälzischen Radiosender RPR1, dem Fernsehsender Österreichischer Rundfunk (ORF eins) und dem Ostdeutschen Rundfunk Brandenburg (ORB) waren Kommentare des Wehrführers Franz-Josef Sehr gefragt. Darüber hinaus erhielten die Sportler eine Sondereinladung des Hessischen Innenministers Herbert Günther zum Hessentag 1993 in Lich. Schließlich machten Fotoreporter der Bild-Zeitung im Juni 2017 Aufnahmen der „Goldjungs“ von 1993 für einen aufsehenerregenden Bericht im Zusammenhang mit befreundeten Feuerwehrsportlern der DDR.

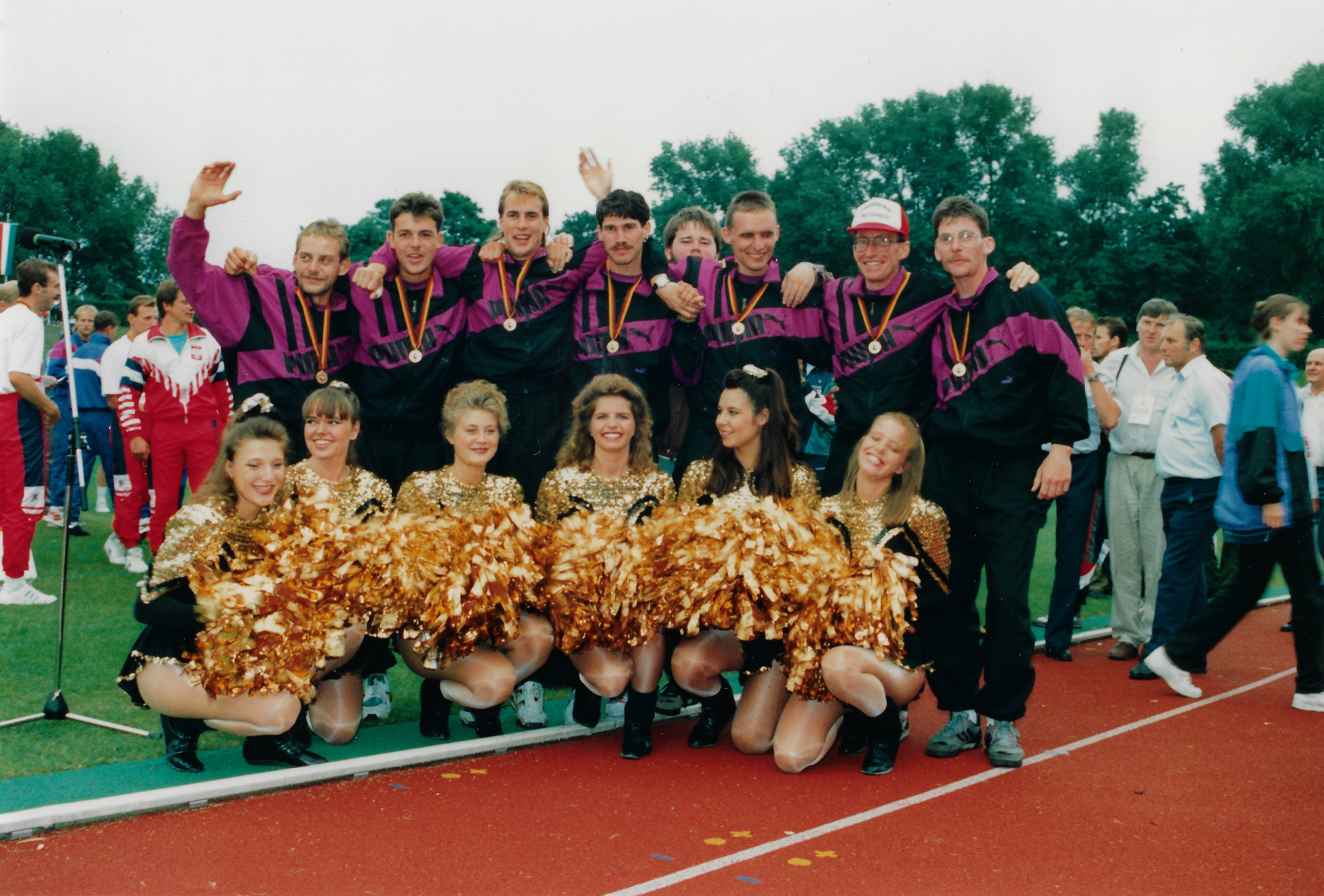
Feuerwehrolympiade 1993 in Berlin: Sieger im Löschangriff
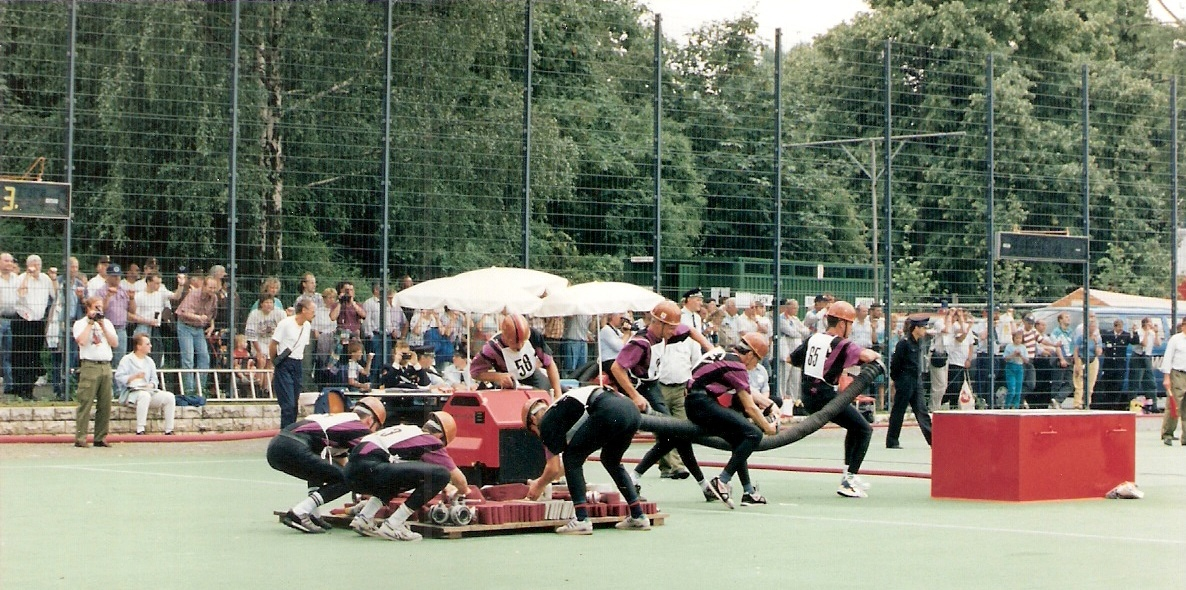
Feuerwehrolympiade 1993 in Berlin: Löschangriff FF Beselich-Obertiefenbach
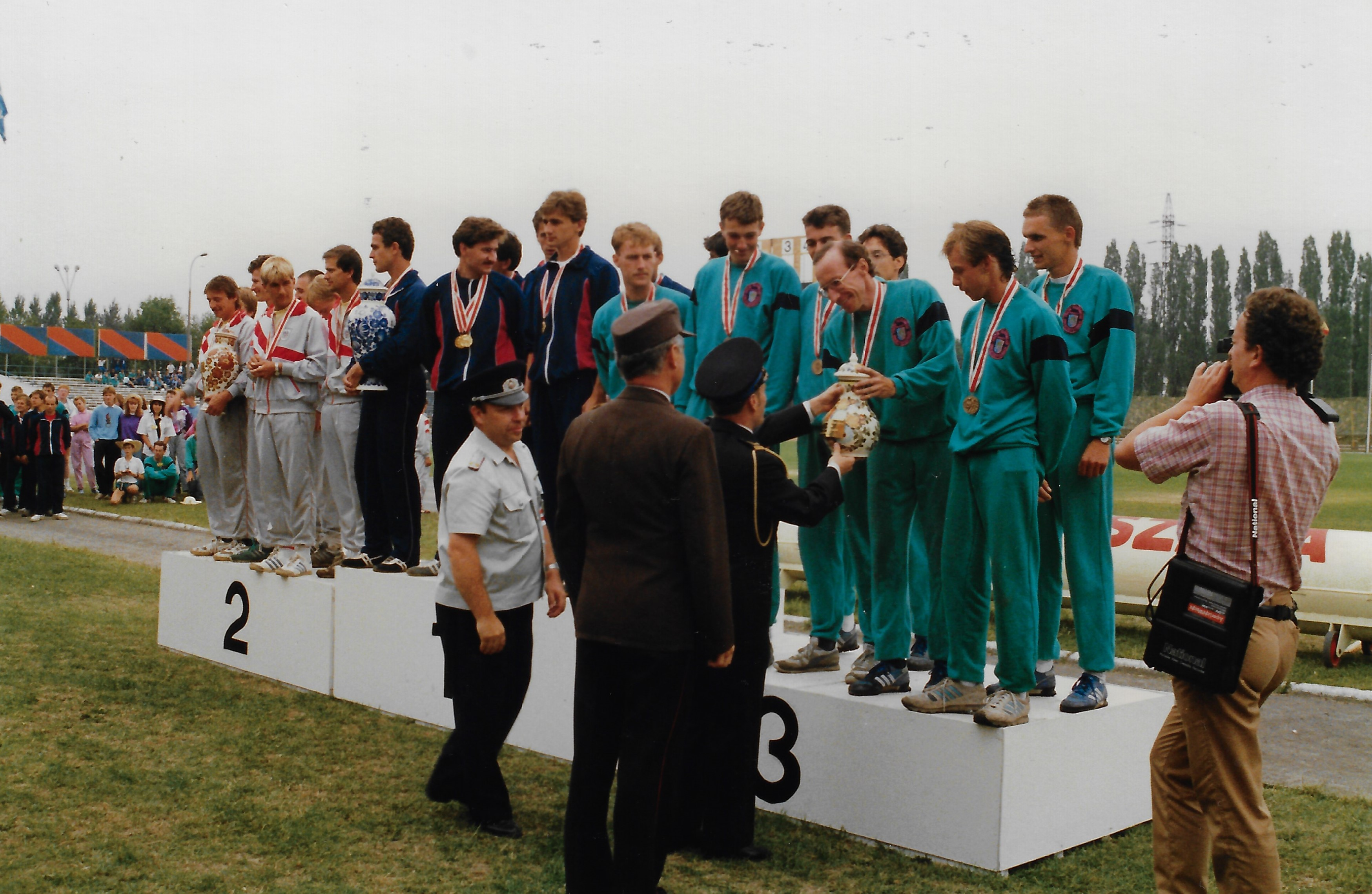
Feuerwehrolympiade 1989 in Warschau: 3. Platz im Löschangriff
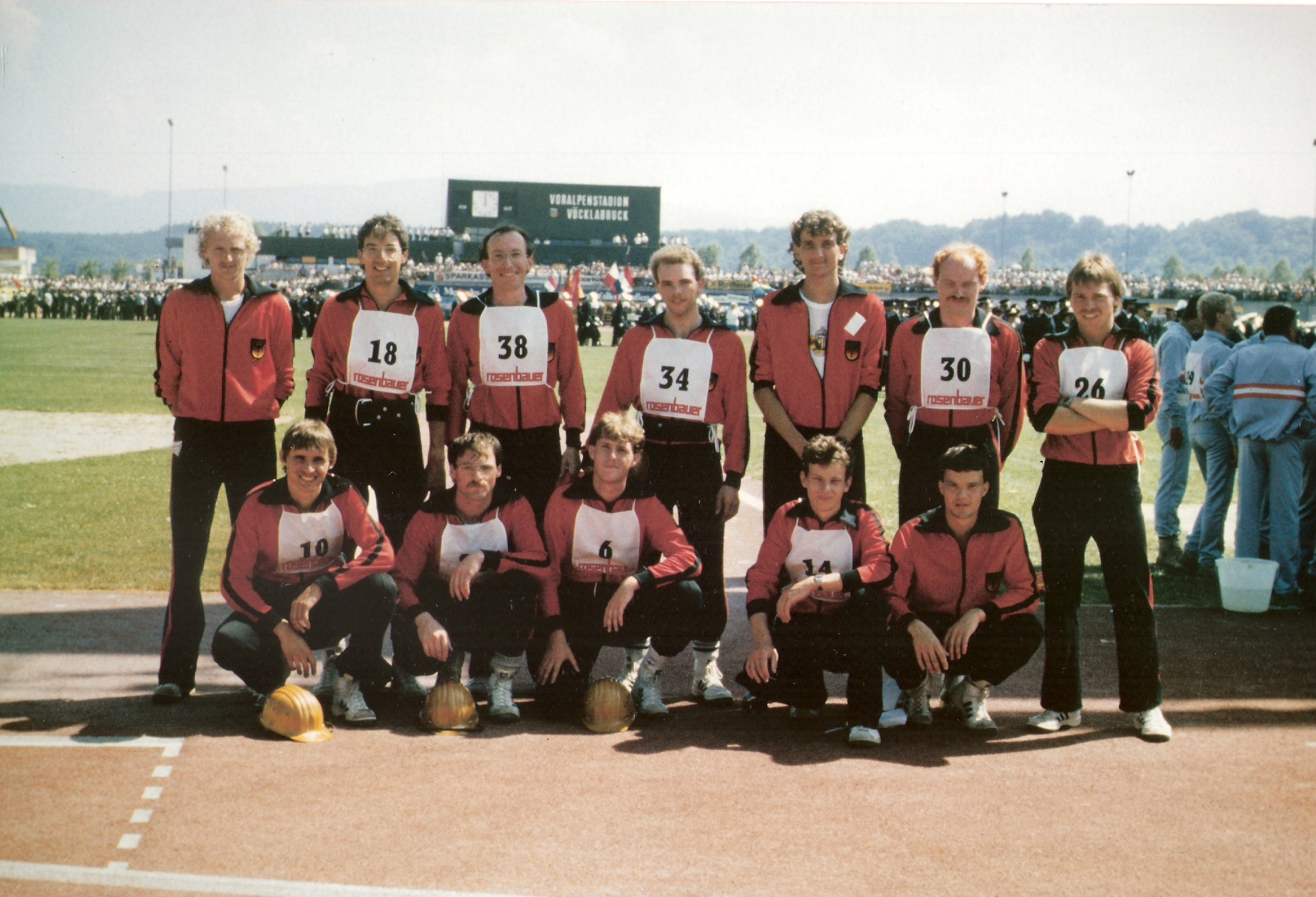
Feuerwehrolympiade 1985 in Vöcklabruck: erste Freiwillige Feuerwehr des DFV
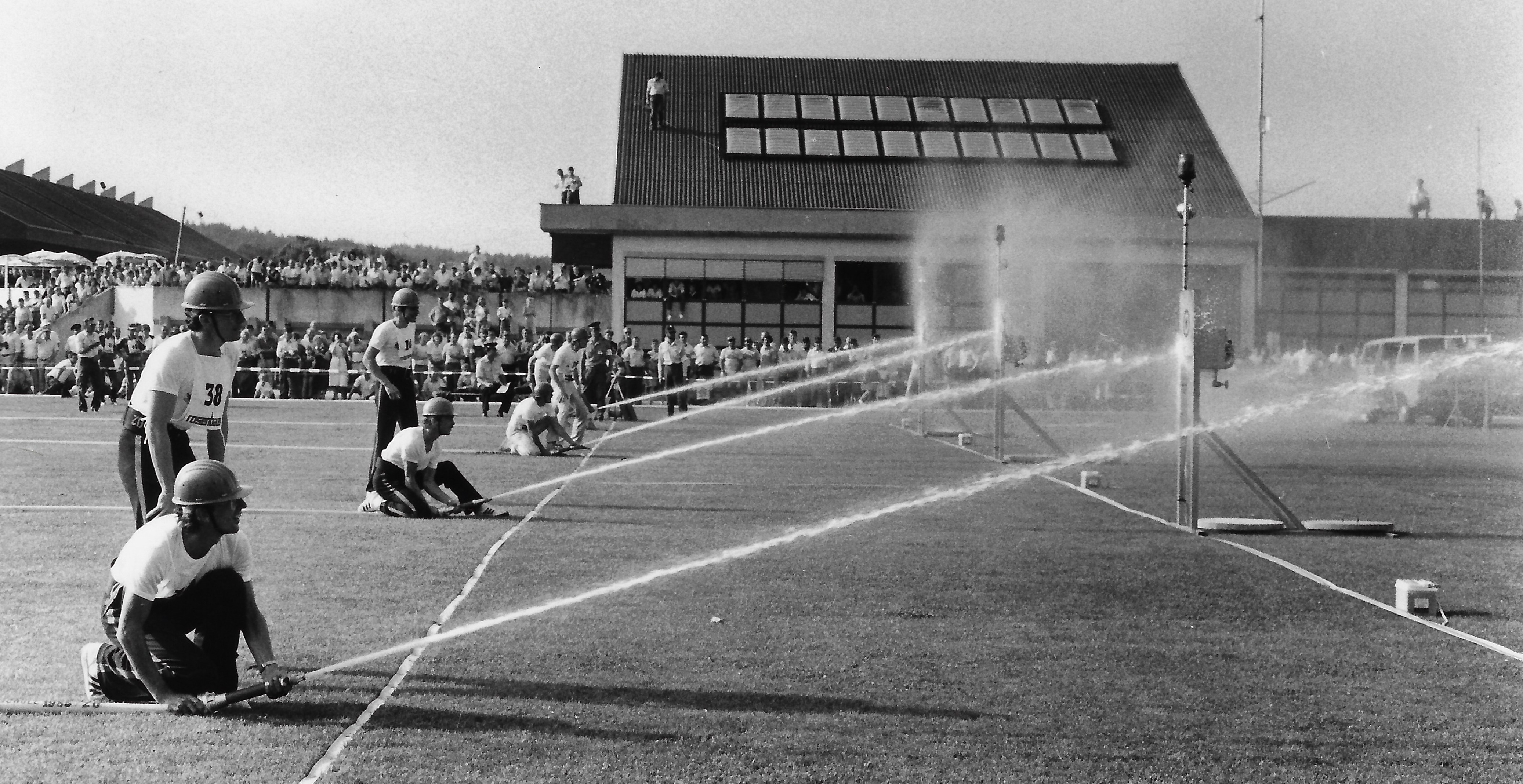
Feuerwehrolympiade 1985 in Vöcklabruck: Löschangriff FF Beselich-Obertiefenbach (vorne)
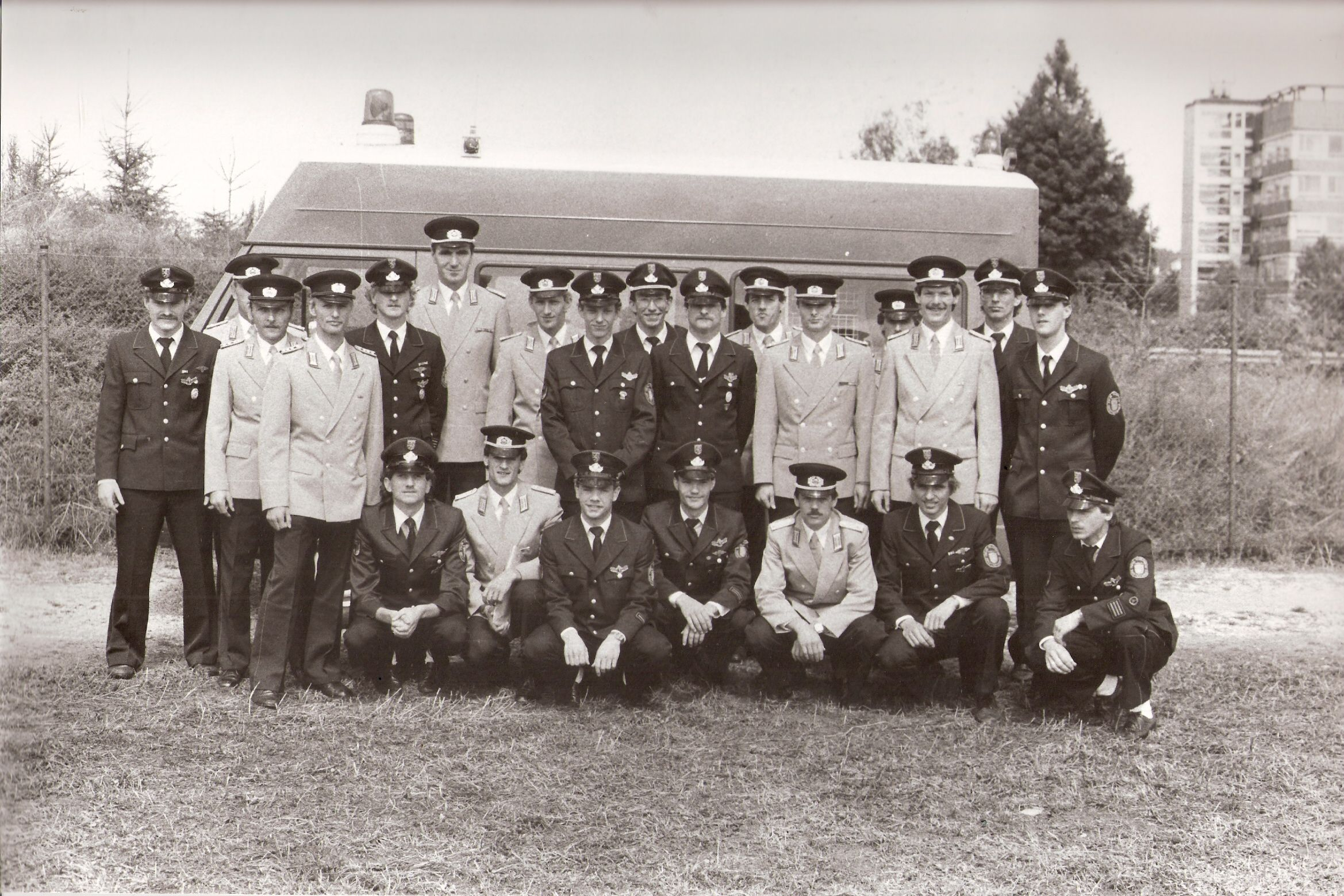
Feuerwehrolympiade 1985: deutsch-deutsche Begegnung mit der DDR-Auswahlmannschaft
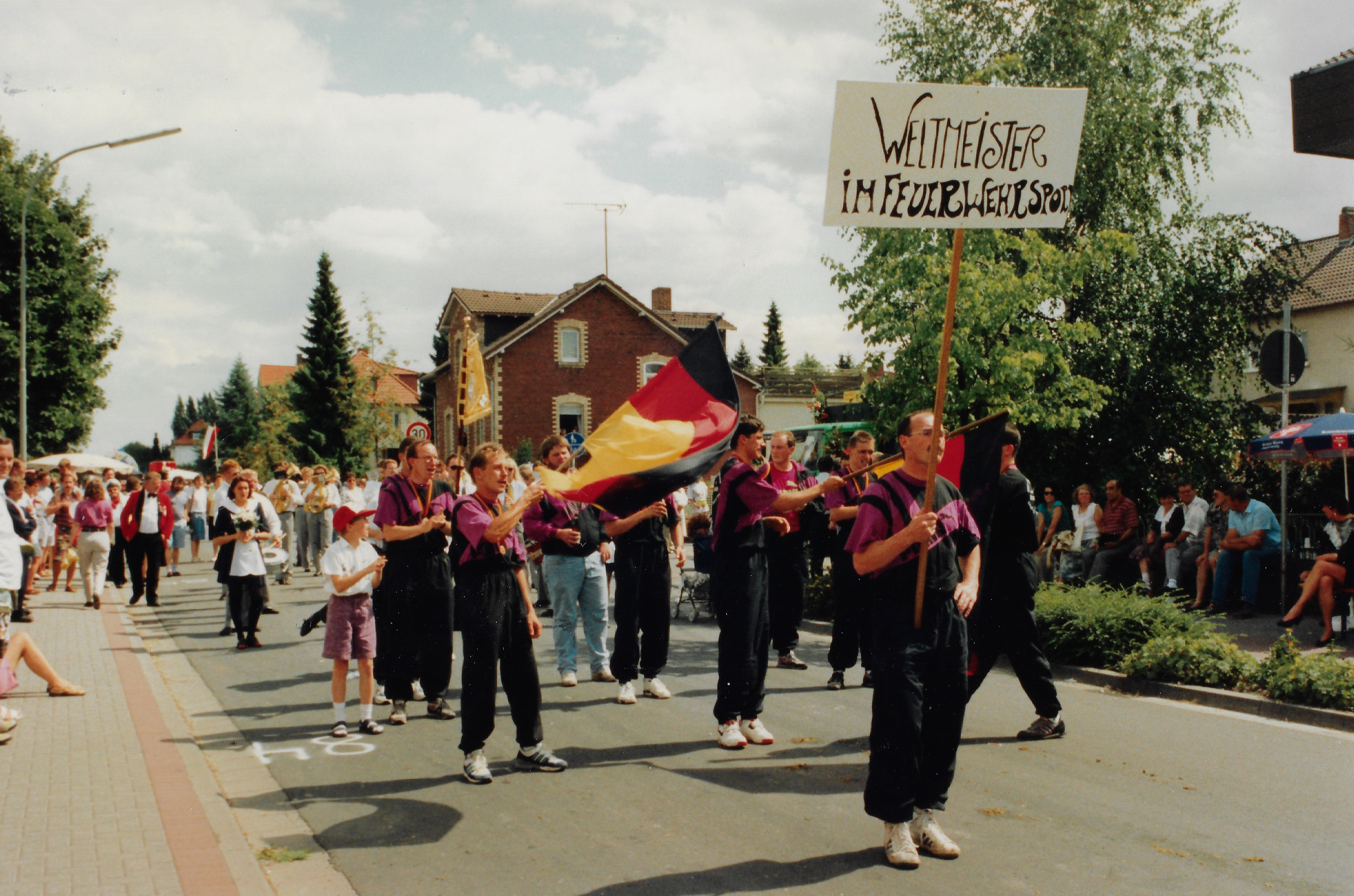
Hessentag 1993: Festumzug mit Weltmeistern im Löschangriff
DFV-Dankschreiben für erstmalige Teilnahme einer deutschen Freiwilligen Feuerwehr im Jahr 1985
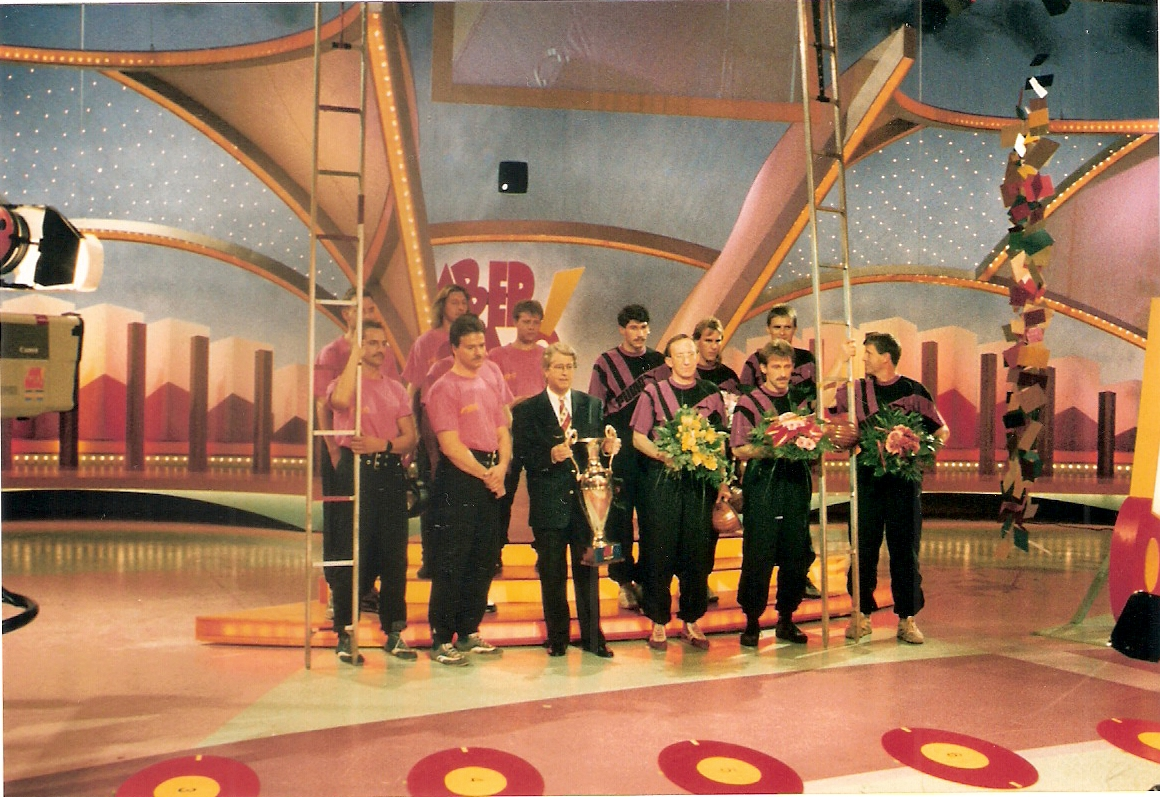
Frank-Elstner-Show ABER HALLO! 1993: mit Weltmeister FF Beselich-Obertiefenbach
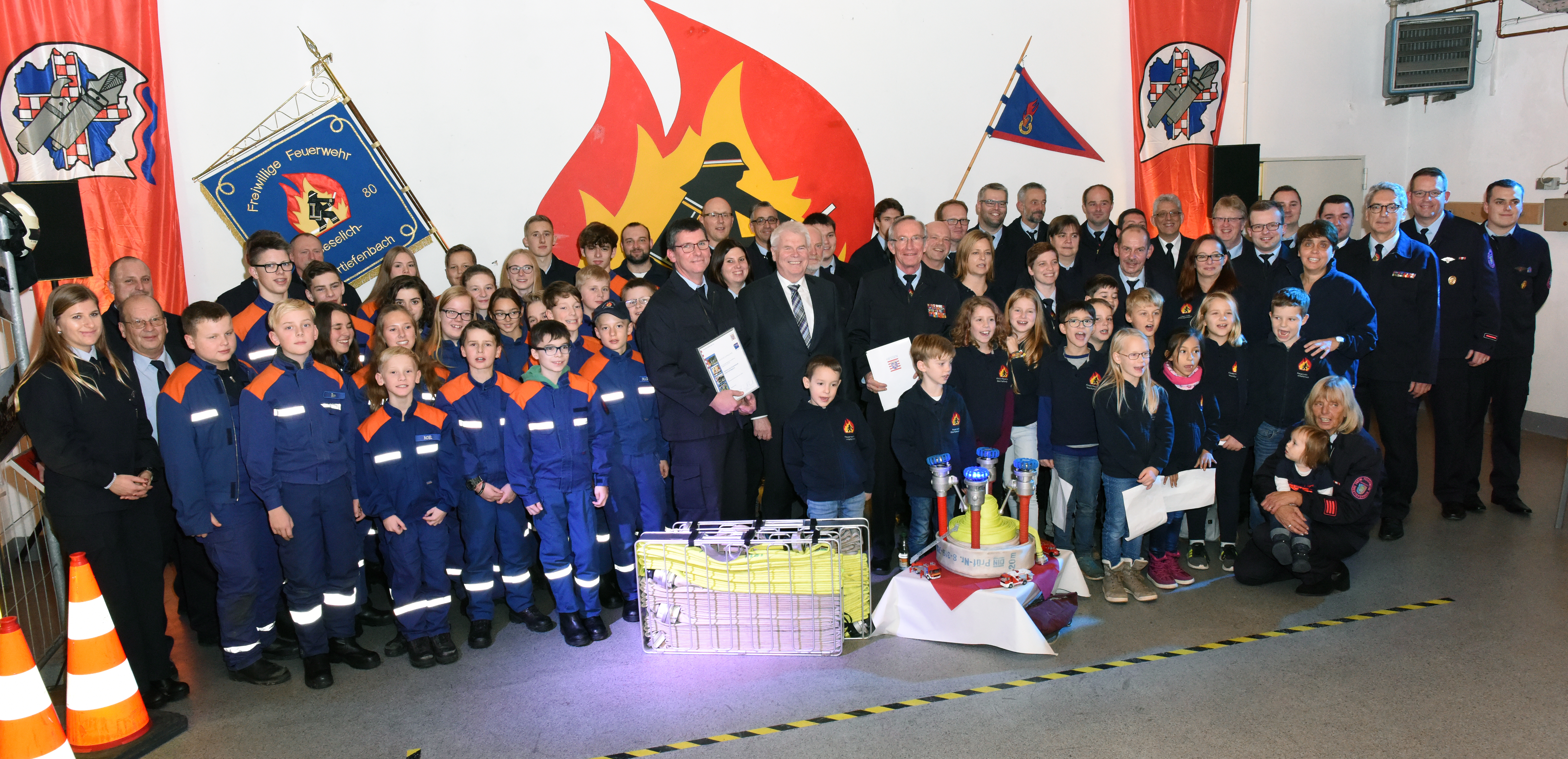
Auszeichnung „Feuerwehr des Monats Dezember 2018“ des HMdIS

## Geschichte

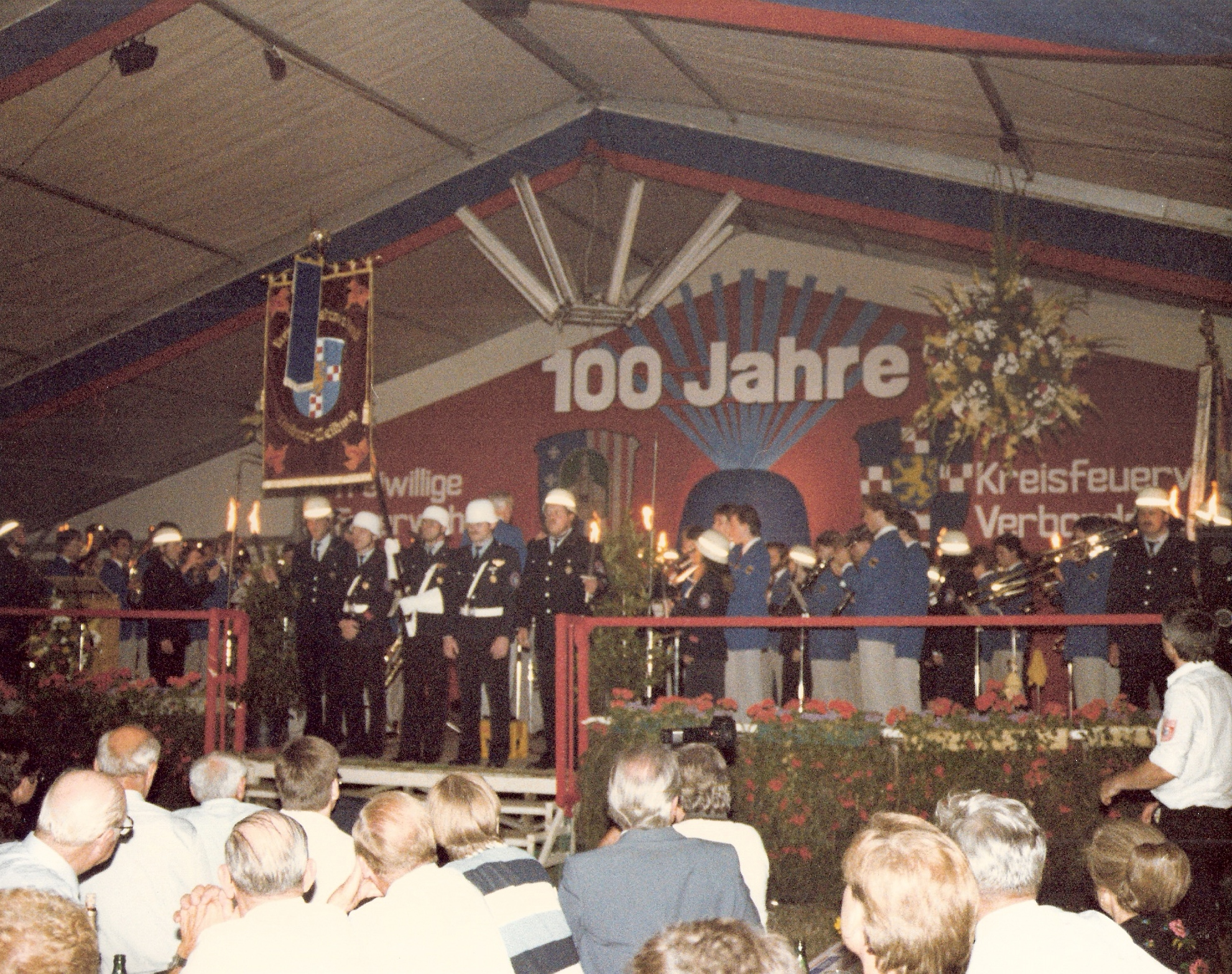
Jubiläumsfest 1986 – Festkommers mit Großem Zapfenstreich

Die Gründung der Freiwilligen Feuerwehr Obertiefenbach geschah im Jahr 1880 zusätzlich zu einer bestehenden Pflichtfeuerwehr auf Initiative des Bürgermeisters Johannes Schmitt, der auch der erste Kommandant wurde. Neben dieser ersten freiwilligen „Dorffeuerwehr“ des jetzigen Landkreises Limburg-Weilburg existierten nur Freiwillige Feuerwehren in den Städten Limburg an der Lahn und Hadamar. Die neue Druck- und Saug-Feuerspritze wurde am 13. Juli 1880 vorgestellt. Im Jahr 1935 wurde ein neues Feuerwehrhauses mit zwei Fahrzeugboxen und einem Schlauchturm gebaut. Im September 1936 erhielt die Feuerwehr ihre erste Motorspritze. Die erste Versammlung nach dem Zweiten Weltkrieg fand im Juli 1955 statt. Das erste motorisierte Löschfahrzeug wurde im Jahr 1958 angeschafft. Im September 1977 erfolgte die Inbetriebnahme eines neuen Feuerwehrhauses mit vier Fahrzeugboxen und einem Schulungsraum. Der Fahrzeugpark erweiterte sich im Jahr 1986 bzw. 2005 durch die Überlassung eines Tanklöschfahrzeugs TLF 16/25 und eines Hilfeleistungslöschgruppenfahrzeugs HLF 20, sowie der Anschaffung eines Mannschaftstransportfahrzeugs MTF und eines Einsatzleitwagens (ELW 1). Im Rahmen des Katastrophenschutzes werden ein Gerätewagen Dekontamination Personal (GW Dekon P) und ein Löschgruppenfahrzeug 20 für den Katastrophenschutz (LF 20 KatS) vorgehalten.
Die Jubiläumsfeste wurden oft in Verbindung mit Kreisfeuerwehrverbandstagen in den Jahren 1890, 1968, 1986 und 2005 oder mit Feuerwehrwettkämpfen im Jahr 1960 durchgeführt. Die Feuerwehr nimmt seit 1960 jährlich an den Hessischen Feuerwehrleistungsübungen auf Kreisebene teil und wurde dabei 17-mal Kreismeister, zuletzt im Mai 2023, und zweimal Bezirksmeister. Im Dezember 2018 wurde sie vom Hessischen Ministerium des Innern und für Sport als die Feuerwehr des Monats ausgezeichnet.
Die Jugendfeuerwehr wurde am 26. Februar 1972 und die Kinderfeuerwehr am 9. November 2008 gegründet. Bereits im Jahr 1982 wurden erstmals Frauen in die Einsatzabteilung und Mädchen in die Jugendfeuerwehr aufgenommen. Die Einführung der jährlichen Brandschutzerziehung begann im gleichen Jahr.

## Partnerschaften
- FF Oberweyer, Deutschland – seit 1969
- FF Aigen, Österreich – seit 1985

## Feuerwehrverein
Der Verein Freiwillige Feuerwehr Beselich-Obertiefenbach e. V. ist beim Amtsgericht Limburg a. d. Lahn unter der Nr. 1781 im Vereinsregister eingetragen und vom Finanzamt Limburg-Weilburg wegen Förderung des Feuerschutzes als gemeinnützig anerkannt. Insgesamt 439 Mitglieder gehörten Ende 2021 dem Verein an.